# ميغيل روميرو
ميغيل روميرو (بالإسبانية: Miguel Romero)‏ هو سياسي إسباني، ولد في 1945 في مليلية في إسبانيا، وتوفي في 26 يناير 2014 في مدريد في إسبانيا.